# Otitesella serrata
Otitesella serrata är en stekelart som beskrevs av Mayr 1885. Otitesella serrata ingår i släktet Otitesella och familjen fikonsteklar. Inga underarter finns listade i Catalogue of Life.